# Pałac w Kukizowie
Pałac w Kukizowie – wybudowany w XVII w. przez króla Polski Jana III Sobieskiego, istniał do XIX w.
We wsi również dwór wybudowany w 1833 r. przez Jana Strzeleckiego.